# موسیقی را قطع نکن
«موسیقی را قطع نکن» (به انگلیسی: Don't Stop the Music) نام تک‌آهنگی از سومین آلبوم استودیویی ریانا با نام دختر خوب بد شد (۲۰۰۷) است. سبک این ترانه دنس پاپ و تکنو است و توسط Tawanna Dabney، مایکل جکسون و Mikkel S. Eriksen و Tor Erik Hermansen سروده شده و توسط گروه استارگیت تهیه شده‌است.
در جاهایی از ترانه، عبارت «Mama-say, mama-sa, ma-ma-ko-ssa» شنیده می‌شود که از ترانهٔ «می‌خوای چیزی رو شروع کنی» اثر مایکل جکسون که در سال ۱۹۸۲ در آلبوم تریلر منتشر شد کپی کرده‌است.
هم جکسون و هم ریانا به خاطر استفاده از این ترانه توسط یک موسیقی‌دان به نام Manu Dibango متهم شده‌اند که آن جمله را از ترانهٔ «Soul Makossa» کپی کرده‌اند.
«موسیقی را قطع نکن» تقریباً نقدهای مثبتی را دریافت کرده‌است. این ترانه در ۷ سپتامبر ۲۰۰۷ در قالب تک‌آهنگ منتشر شد و توانست به رتبهٔ ۳ جدول ۱۰۰ آهنگ داغ بیلبورد آمریکا برسد. این ترانه تا به امروز ۳ گواهی‌نامهٔ پلاتین از انجمن صنعت ضبط آمریکا به خاطر فروش بیش از ۳ میلیون نسخه دریافت کرده‌است.